# Adam Warchol
Adam Warchoł, Adam Warchol (ur. 26 września 2001 w Warszawie) – polski surfer i windsurfer, Mistrz Polski, pływający po dużych falach. Pierwszy Polak na podium PWA World Tour w konkurencji Wave, w kategorii do 20 roku życia. Pierwszy polski zwycięzca zawodów IWT (International Windsurfing Tour) w dwóch kategoriach.
Zdobywca jednej z największych fal przepłyniętej na windsurfingu 19,5 m (62 stopy). Historyczny wyczyn miał miejsce 16 stycznia 2021 r. na legendarnej fali Jaws na Hawajach - uznawanej za jedną z największych i najbardziej niebezpiecznych na świecie. Na początku roku 2025 r. rekord pozostaje niepobity.

## Życiorys
W wieku 6 lat, wraz z rodzicami przeprowadził się na Tarifę, Hiszpania, gdzie zaczął trenować surfing na dużych falach. Mieszka na Gran Canaria, Hiszpania, gdzie studiuje oceanografię na ULPGC.

## Osiągnięcia
- Rekord świata w wieku 19 lat - blisko 20 m fala przepłynięta na windsurfingu (oczekuje na zatwierdzenie w Księdze Rekordów Guinnessa)[5]
- Tytuł Mistrza Polski w zawodach Baltica Polish Surfing Challenge 2021[1]
- 2 x zwycięstwo w międzynarodowych zawodach IWT (International Windsurfing Tour)[4]:
  - w kategorii Big Wave 2021 Youth Biggest Ride
  - w kategorii Big Wave 20/21 Biggest Wipeout

- 2x podium w międzynarodowych zawodach PWA 2019 (Professional Windsurfing Association) w kategorii World Windsurfing Championship Under 20[3]